# Baligród
Baligród è un comune rurale polacco del distretto di Lesko, nel voivodato della Precarpazia.
Ricopre una superficie di 158,12 km² e nel 2016 (30 giugno) contava 3 142 abitanti.